# Asseiceira (Tomar)
Asseiceira es una freguesia portuguesa del concelho de Tomar, con 28,99 km² de superficie y 3.201 habitantes (2001). Su densidad de población es de 110,4 hab/km².